# Cristian Galano
Cristian Galano (Foggia, 1 april 1991) is een Italiaans voetballer. Hij is bekend als de eerste voetballer die een groene kaart kreeg.

## Spelerscarrière
Galano stroomde door vanuit de jeugd van FC Bari 1908, waarvoor hij op 23 mei 2009 debuteerde in de Serie B tegen US Salernitana 1919. Het zou voorlopig echter bij die ene wedstrijd blijven. In het seizoen 2010/11 werd hij dan maar verhuurd aan derdeklasser AS Gubbio 1910 om meer ervaring op te doen. Galano werd bij Gubbio de opvolger van Alessandro Marotta, die de omgekeerde beweging maakte. 
Galano's uitleenbeurt aan Gubbio werd een succes: met zijn 5 doelpunten in 30 wedstrijden droeg hij een aardig steentje bij aan de promotie naar de Serie B. Galano kreeg bij zijn terugkeer naar Bari meteen een contractverlenging van drie jaar. Hij begon er ook steeds meer te spelen. 
In het seizoen 2015/16 werd Galano voor één seizoen uitgeleend aan Vicenza Calcio. De club nam hem op het einde van het seizoen definitief over, maar zes maanden later keerde hij op huurbasis al terug naar zijn ex-club FC Bari 1908. Deze club nam hem in de zomer van 2017 opnieuw definitief over van Vicenza Calcio.

## Groene kaart
Op 1 oktober 2016 kreeg Galano in de wedstrijd tegen Virtus Entella de allereerste groene kaart in de geschiedenis van het voetbal. Galano had de bal huizenhoog over en naast doel geschoten, zonder dat een speler van Virtus Entella de bal had aangeraakt, maar toch had scheidsrechter Marco Mainardi zijn ploeg een corner toegewezen. De sportieve Galana maakte de scheidsrechter er vervolgens attent op dat het geen corner maar een doeltrap moest zijn. Galano kreeg de groene kaart niet fysiek tijdens de wedstrijd toegewezen, maar zijn Fair Play-actie werd later wel in de boeken bijgeschreven. 
De speler die de meeste groene kaarten verzamelt, krijgt op het einde van het seizoen een speciale trofee.